# Procephalothrix quequenensis
Procephalothrix quequenensis är en djurart som tillhör fylumet slemmaskar, och som beskrevs av Moretto 1974. Procephalothrix quequenensis ingår i släktet Procephalothrix och familjen Cephalothricidae. Inga underarter finns listade i Catalogue of Life.